# Aldersbach
Aldersbach est une commune de Bavière (Allemagne), située dans l'arrondissement de Passau, dans le district de Basse-Bavière. La commune est connue notamment par l'Abbaye d'Aldersbach, ancienne abbaye cistercienne.

## Géographie

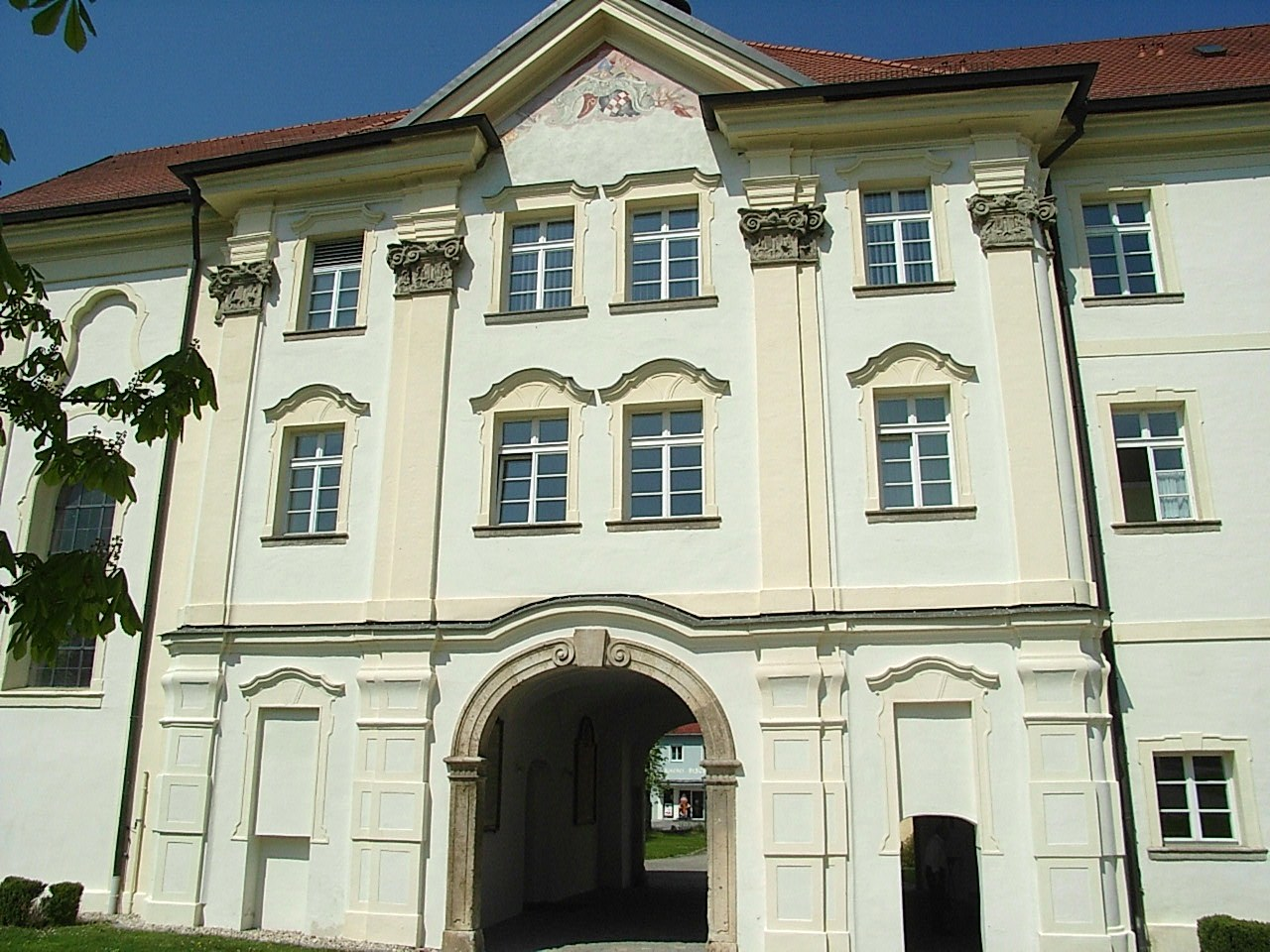
Hôtel de ville d'Aldersbach.

### Situation géographique
Aldersbach est située dans la région de la forêt du Danube, dans la vallée de Vils à environ 10 km au sud-ouest de Vilshofen an der Donau, à 30 km à l'ouest de Passau, 25 km au nord de Pfarrkirchen et 15 km au sud de Osterhofen. La région entre Aldersbach et Fürstenzell est nommée, principalement du point de vue touristique, le recoin des couvents.

### Composition de la commune
La commune administrative Aldersbach a officiellement 52 quartiers:
| - Adenberg - Aldersbach - Am Käserberg - Ammerreuth - Atzenberg - Beiglöd - Duschlöd - Eck - Edelsbrunn - Eggerting - Freundorf - Gainstorf - Galgenberg | - Grüneröd - Gumperting - Haag - Haidach - Haideck - Haidenburg - Harreröd - Heinrichsdorf - Hiendlöd - Hinteröd - Hirt - Holzhausen - Holzhäuser | - Hütter - Karglöd - Kramersepp - Kriestorf - Maierhof - Meiering - Moos - Neustift - Niederöd - Ölat - Pörndorf - Reit - Reuth | - Röslöd - Sankt Peter - Schwaig - Schwarzholz - Seier - Stocköd - Uttigkofen - Vogler - Walchsing - Weidfeld - Weng - Wetzstein - Wifling |

Il existe les  territoires (de) Pörndorf, Walchsing, Aldersbach et Haidenburg.

### Localités voisines
- Johanniskirchen (Arrondissement de Rottal-Inn)
- Roßbach (Arrondissement de Rottal-Inn)
- Osterhofen (Arrondissement de Deggendorf)
- Künzing (Arrondissement de Deggendorf)
- Vilshofen an der Donau (Arrondissement de Passau)
- Aidenbach (Arrondissement de Passau)

## Histoire

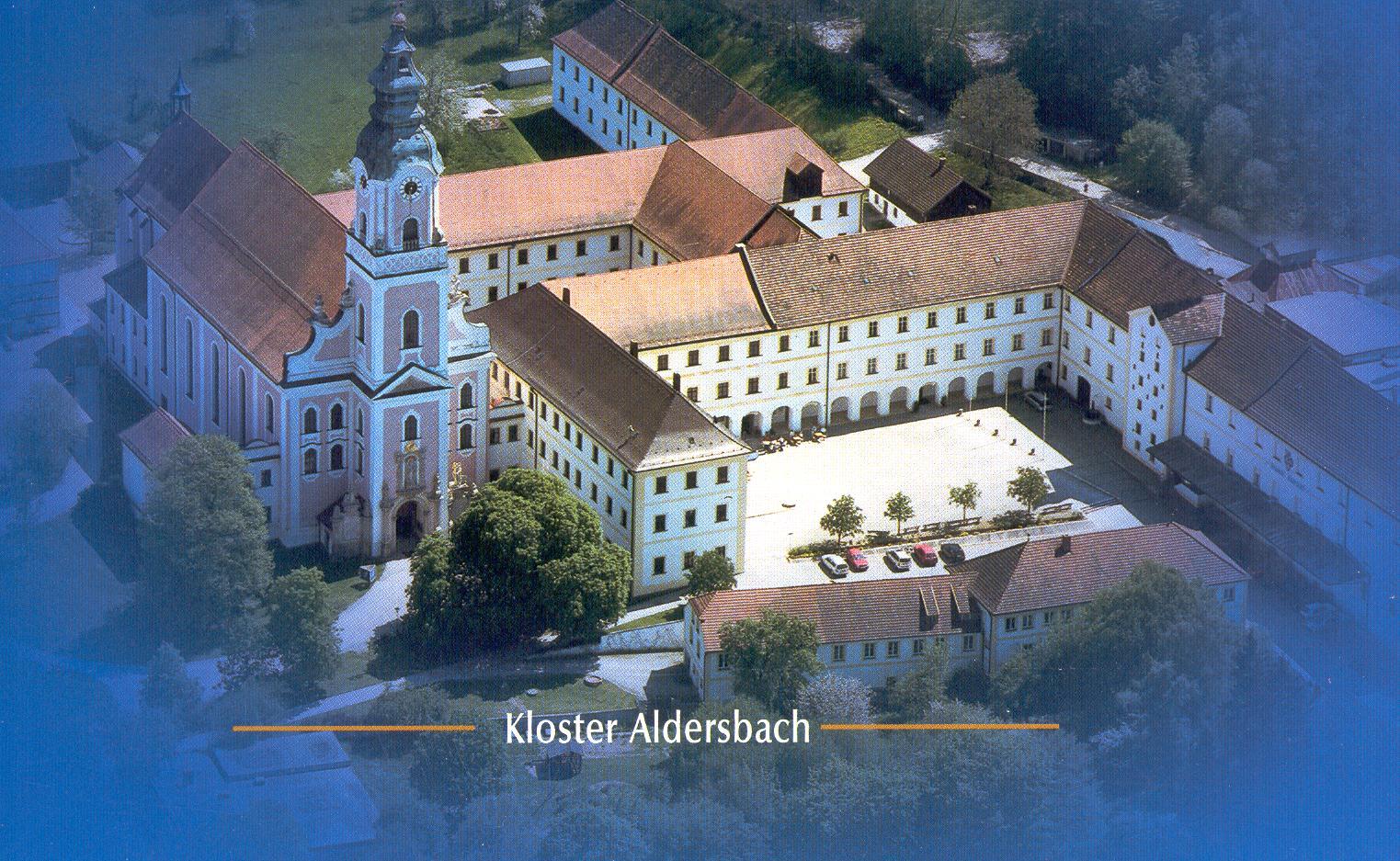
Abbaye cistercienne d'Aldersbach.

La première mention historique d'une agglomération appelée Aldarespah date du milieu du VIIIe siècle et se trouve dans un codex de l'abbaye de Mondsee. La première mention présumée d'une église à Aldersbach de cette période est basée sur une note mal comprise du début du XIVe siècle, qui provient d'un ancien livre des comptes du monastère Aldersbach. En 1120 est fondé le premier monastère Aldersbach (« Saint-Pierre ») par chanoines augustins. Autour de 1140 le nom Aldersbach est déjà d'utilisation courante, une forme latinisée se trouve dans des documents écrits du début du XVIe siècle sous le nom  Adalogeriopagus. Le nom dérive du nom Althar ou Aldar et du vieux haut-allemand  pah  ou  pach  pour rivière.
Avant la sécularisation de 1803, Aldersbach dépendait de l'administration financière (« Rentamt ») de Landshut et du tribunal de district de Vilshofen de l'électorat de Bavière et l'abbaye Aldersbach a ici un domaine autonome. En 1806 ont lieu la vente et la démolition des églises de Weng et sur le Bernhardsberg. La commune Aldersbach est créée en 1818 dans le cadre de la réforme administrative du Royaume de Bavière.

### Histoire de secteurs communaux

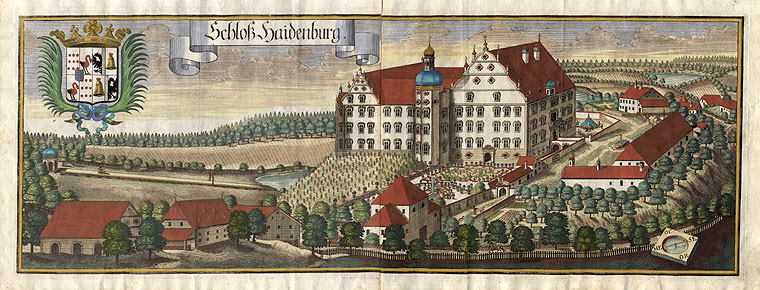
Michael Wening, Schloss Haidenburg, début du XVIIIe siècle.

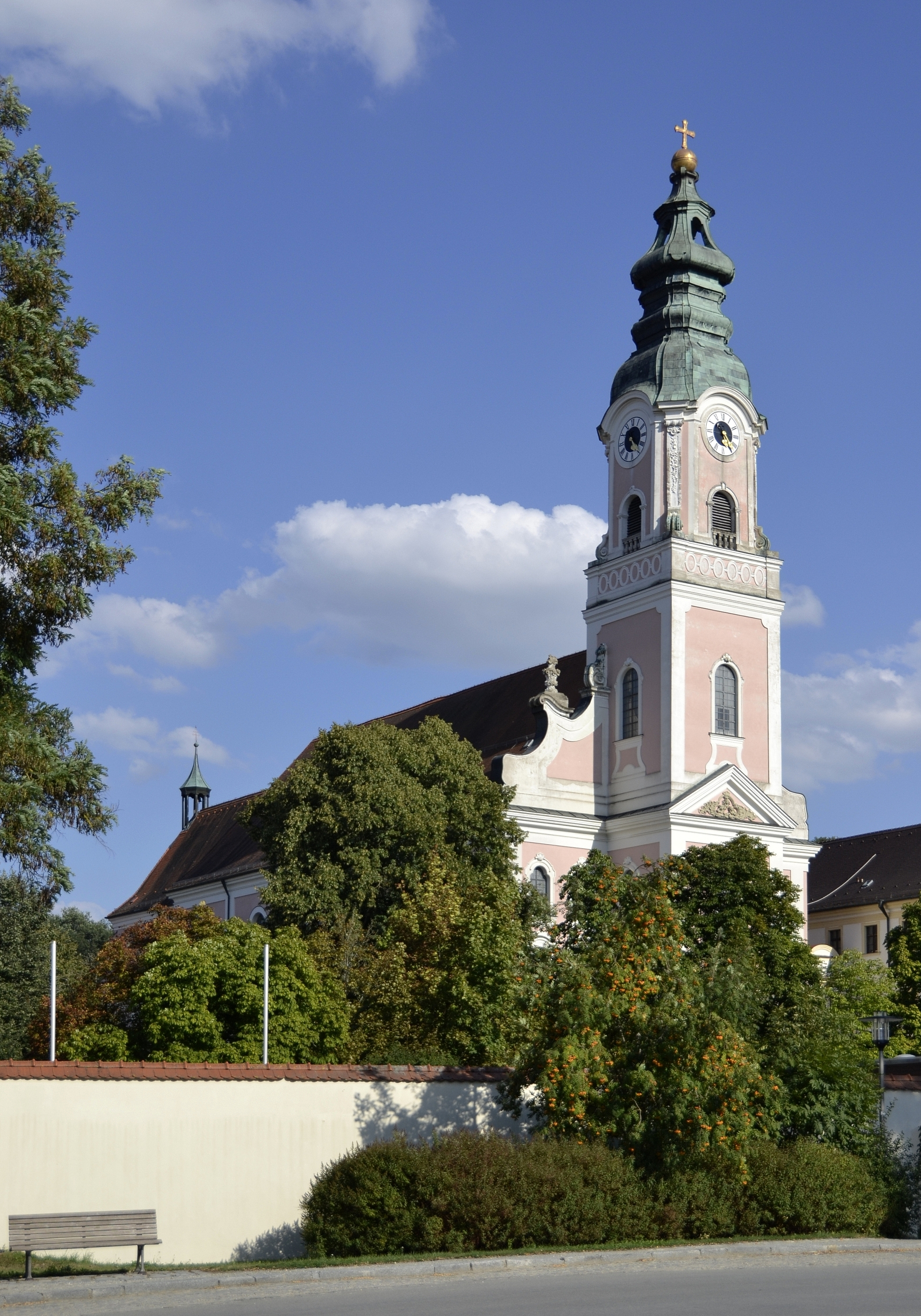
Église de l’Assomption.

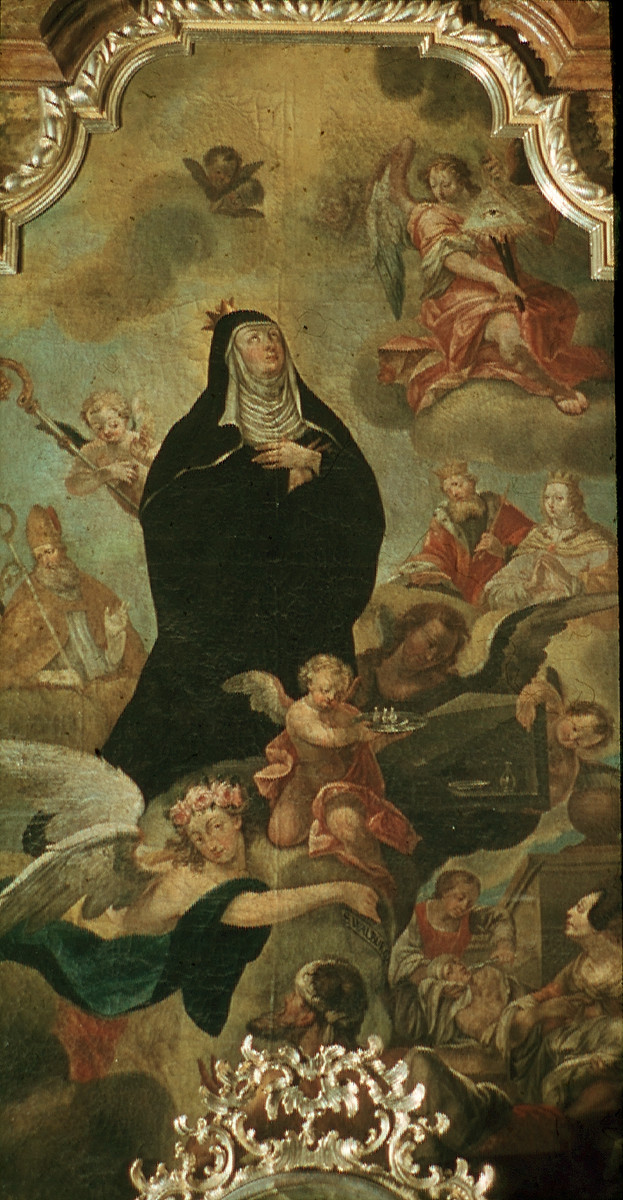
Nikolaus Gottfried Stuber, Sainte Walburga.

Le lieu-dit Walchsing est documenté une première fois en 1100. Le domaine Haidenburg est une résidence noble qui appartenait à l'origine au domaine Harbach, puis a été acquis en 1737 par l’abbaye d'Aldersbach. Depuis 1811 il est propriété de la famille des Aretin. À la suite des réformes de 1818 sont créées les municipalités de Pörndorf, Haidenburg et Walchsing. Le 1er janvier 1972, la municipalité jusqu'alors indépendante de Walchsing et des parties de la commune dissoute de Haidenburg sont incorporées à Aldersbach. Le 1er juillet 1972, c'est le tour de la commune Pörndorf d'être ajoutée.

### Évolution de la population
- 1970: 3 210 habitants
- 1987: 3 574 habitants
- 2000: 4 018 habitants
- 2011: 4 301 habitants

## Politique

### Conseil municipal
Depuis les élections du 16 mars 2014, le conseil municipal a la composition suivante :
- CSU: 8 sièges (49,36 % des voix)
- SPD-PWG: 2 sièges (11,50 % des voix)
- Grüne und Parteifreie: 3 sièges (17,16 % des voix)
- FWG (de): 3 sièges (21,98 % des voix)

### Maire
Le maire est Harald Mayrhofer (CSU/Überparteiliche Wählergem.). Une particularité d'Aldersbach est sa stabilité politique, de sorte que la commune n'a eu, depuis 1946, que quatre maires : Alfons Duschl (1946-1968), Josef Kiermeier (1969-1990), Franz Schwarz (1990-2014), et Harald Mayrhofer depuis 2014.

## Lieux et monuments
- Liste des monuments à Aldersbach (de).
- Église paroissiale Saint-Michel (Walchsing) (de).

## Économie

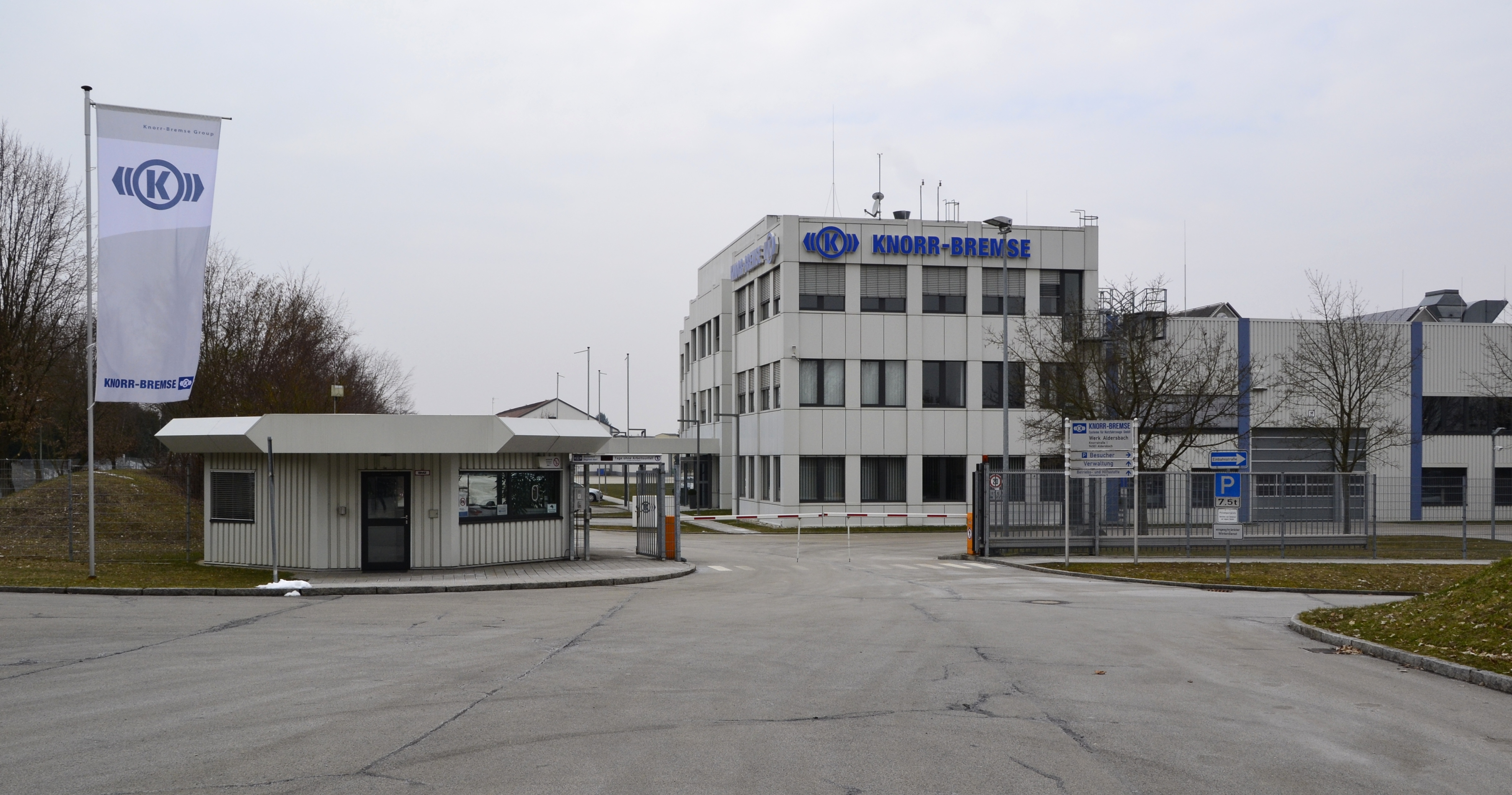
Succursale de Knorr-Bremse à Aldersbach.

Il y avait en 1998 une cinquantaine de personnes travaillant dans des exploitations agricoles ou de sylviculture, environ neuf cents dans la production, une centaine dans le commerce et les transports et autant dans d'autres métiers, soit au total 1 243 personnes résidentes soumises aux cotisations sociales. Dans les secteurs de la transformation ainsi que des industries extractives, il y avait cinq entreprises, et dans la construction six. En outre, en 1999, il y avait 115 fermes d'une superficie agricole d'environ 3000 hectares dont l'essentiel étaient des terres arables, le reste des prairies permanentes.
Le plus grand employeur dans la communauté d'Aldersbach est l'usine de Knorr-Bremse qui comporte environ mille employés. Un autre employeur majeur est la brasserie brasserie d'Aldersbach.

## Personnalités nées dans la commune

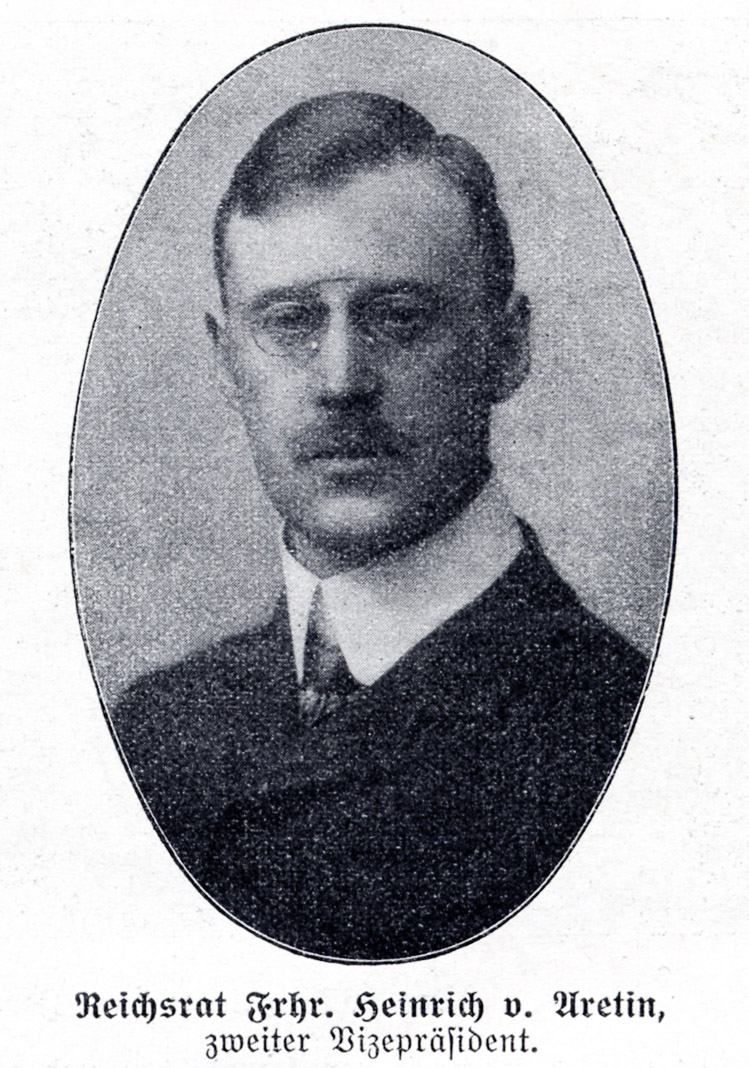
Heinrich von Aretin.

- Heinrich von Aretin (de) (1875–1943), propriétaire terrien et député au Reichstag.
- Franz Xaver Eggersdorfer (de) (1879–1958), théologien catholique et pédagogue katholischer Theologe und Pädagoge
- Fred Arbinger (de) (* 1957), joueur et entraineur de football.